# Döbeln (district)
Districtul Döbeln este un district rural (Kreis) în landul Saxonia (Sachsen) din Germania. 
1. ↑  Bundesgesetzblatt, 27 septembrie 2004, p. 2350